# Cisliano
Cisliano là một đô thị ở tỉnh Milano, vùngof Lombardia, khoảng14 km về phía tây của tỉnh lỵ Milano. Tại thời điểm ngày 31 tháng 12 năm 2004, đô thị này có dân số 3.334 và diện tích là 14,7 km².
Cisliano giáp các đô thị sau:Sedriano, Bareggio, Vittuone, Corbetta, Cusago, Albairate, và Gaggiano.
Cisliano có hai frazioni: Bestazzo và San Pietro.